# Medicament genèric
Segons l'OMS, un medicament genèric és aquell medicament venut amb la denominació del principi actiu que incorpora, de forma que és bioequivalent, és a dir idèntic en composició i forma farmacèutica i amb la mateixa biodisponibilitat que el medicament amb marca comercial. Els medicaments genèrics (identificats amb les sigles EFG, Especialitat Farmacèutica Genèrica) tenen la mateixa qualitat, seguretat i eficàcia que els seus equivalents de marques comercials.
Els medicaments genèrics es poden reconèixer perquè, a l'envàs del medicament, en lloc d'un nom comercial, hi figura el nom del principi actiu segons la Denominació Comuna Internacional (DCI), seguida del nom del laboratori fabricant. A l'Estat espanyol, els medicaments genèrics s'identifiquen també amb les sigles EFG (especialitat farmacèutica genèrica).
Un medicament genèric pot ser elaborat un cop han vençut els drets de la patent del medicament de marca comercial sempre que reuneixi totes les condicions de qualitat i bioequivalència. Un medicament genèric també ha d'oferir la mateixa seguretat que qualsevol altra especialitat farmacèutica. Tots els fàrmacs aprovats per una autoritat sanitària responsable dels medicaments, han de passar pels mateixos controls de qualitat, seguretat i eficàcia.
El principal avantatge d'un medicament genèric enfront d'un medicament de marca comercial és el seu menor cost, ja que el genèric no requereix inversió en recerca i desenvolupament i promoció. Els medicaments genèrics tenen idèntica eficàcia terapèutica i compleixen amb els mateixos registres sanitaris que els medicaments equivalents de marca comercial.